# Briaucourt (Haute-Marne)
Briaucourt település Franciaországban, Haute-Marne megyében. Lakosainak száma 170 fő (2022. január 1.). Briaucourt Mareilles, Rochefort-sur-la-Côte, Andelot-Blancheville, Bologne, Chantraines és Darmannes községekkel határos.

## Népesség
A település népességének változása:
| Lakosok száma | 139  | 157  | 207  | 197  | 192  | 189  | 181  | 177  | 175  | 170  |
|               | 1968 | 1982 | 1990 | 2006 | 2013 | 2015 | 2017 | 2019 | 2020 | 2022 |